# Nukri Revisvili
Nukri Revisvili (grúzul: ნუკრი რევიშვილი; Kutaiszi, 1987. március 2. –) grúz válogatott labdarúgó, kapus, jelenleg az Anzsi Mahacskala játékosa.

## Pályafutása

### Klubok
Profi karrierjét a Torpedo Kutaiszi csapatánál kezdte.
2006-ban hazája legjobb fiatal kapusának választották. Ezután leigazolta a Rubin Kazany. 2008-ban csapatával megnyerték az orosz bajnokságot. 2010-ben igazolt az Anzsi Mahacskala csapatához.

### Válogatott
2005. október 8-án debütált a grúz labdarúgó-válogatottban.

## Fordítás
Ez a szócikk részben vagy egészben  a   Nukri Revishvili című angol Wikipédia-szócikk fordításán alapul.  Az eredeti cikk szerkesztőit annak laptörténete sorolja fel. Ez a jelzés csupán a megfogalmazás eredetét és a szerzői jogokat jelzi, nem szolgál a cikkben szereplő információk forrásmegjelöléseként.
Ez a szócikk részben vagy egészben  a   Nukri Rewiszwili című lengyel Wikipédia-szócikk fordításán alapul.  Az eredeti cikk szerkesztőit annak laptörténete sorolja fel. Ez a jelzés csupán a megfogalmazás eredetét és a szerzői jogokat jelzi, nem szolgál a cikkben szereplő információk forrásmegjelöléseként.